# Тазырбак
Тазырбак — посёлок в Первомайском районе Томской области России. Входит в состав Комсомольского сельского поселения. Население 17 чел. (2021) .

## География
Находится на востоке региона, у реки Балагачевка, вблизи деревни Балагачево.

## История
Основан в 1909 г. В 1926 году состоял из 43 хозяйств, где проживало 238 человек, основное население — украинцы. В составе Балагачевского сельсовета Зачулымского района Томского округа Сибирского края.
Согласно Закону Томской области от 10 сентября 2004 года № 204-ОЗ посёлок вошёл в состав Комсомольского сельского поселения.

## Население
| 2002 | 2010 | 2012 | 2013 | 2014 | 2015 | 2021 |
| ---- | ---- | ---- | ---- | ---- | ---- | ---- |
| 49   | ↘38  | →38  | ↘35  | ↘32  | →32  | ↘17  |

## Транспорт
С запада проходит трасса 69К-11. Просёлочные дороги.